# Кива, Алексей Минович
Алексей Минович Кива (23 марта 1915, Мошорино, Херсонская губерния — 25 марта 1945, Венгрия) — капитан Рабоче-крестьянской Красной армии, участник советско-финской и Великой Отечественной войн, Герой Советского Союза (1940).

## Биография
Родился 23 марта 1915 года в селе Мошорино (ныне Кропивницкий район Кировоградской области Украины). После окончания шести классов школы заведовал избой-читальней, заместителем председателя колхоза.
В 1937 году Кива был призван на службу в Рабоче-крестьянскую Красную армию. Окончил Одесское артиллерийское училище. Участвовал в советско-финской войне, будучи заместителем политрука роты 348-го стрелкового полка 51-й стрелковой дивизии 13-й армии Северо-Западного фронта.
25 февраля 1940 года в составе своей роты Кива участвовал в прорыве финской обороны в районе населённого пункта Хамяля. Во время боя за посёлок Репола к северу от Выборга он получил ранение, но продолжал сражаться, обороняя высоту, которая прикрывала фланг батальона.
Указом Президиума Верховного Совета СССР от 7 апреля 1940 года за «образцовое выполнение боевых заданий командования на фронте борьбы с финской белогвардейщиной и проявленные при этом отвагу и геройство» младший политрук Алексей Кива был удостоен высокого звания Героя Советского Союза с вручением ордена Ленина и медали «Золотая Звезда» за номером 505.
Участвовал в Великой Отечественной войне. 25 марта 1945 года Кива погиб в бою под венгерским городом Эстергом.
Был также награждён орденом Отечественной войны 1-й степени.
В честь Кивы названа улица в Мошорино.